# Petru Maior
Petru Maior (Târgu Mureș, 1761 circa – Buda, 14 febbraio 1821) è stato un filologo, storico, lessicografo, teologo e presbitero greco-cattolico rumeno.

## Biografia
Petru Maior nacque in una famiglia legata alla Chiesa greco-cattolica rumena (uniate): suo padre Gheorghe era un arciprete uniate nativo di Diciosânmărtin (odierna Târnăveni). Dopo aver frequentato le scuole ginnasiali nei seminari di Târgu Mureș (1769-1772) e di Blaj (1771-1774), fu ordinato sacerdote in quest'ultima città nel 1774: lo stesso anno si recò a Roma per studiare filosofia e teologia nel Collegio di Propaganda Fide, laureandosi nel 1779. Dopo un anno di perfezionamento all'Università di Vienna, nel 1780 ritornò a Blaj dove tra il 1780 e il 1785 fu professore di logica, metafisica e diritto. In seguito, tra il 1785 e il 1809 fu parroco a Reghin e arciprete a Gurghiu. Nel 1809, e fino al 1821, fu censore e correttore dei libri stampati in lingua rumena presso la Tipografia reale di Buda.
Maior fu uno dei principali sostenitori dei diritti dei romeni in Transilvania e, insieme con Samuil Micu e con Gheorghe Șincai, elaborò il programma politico-culturale della Scuola Transilvana teso a individuare le origini del popolo rumeno nell'antichità e le origini della lingua rumena nella lingua latina; tali argomenti costituivano il fondamento per le richieste, all'autorità imperiale, affinché fossero riconosciuti i diritti politici e civili della nazione rumena di Transilvania. A questo scopo i tre presero parte alla stesura del Supplex Libellus Valachorum, la dichiarazione di emancipazione dei romeni della Transilvania.
Petru Maior fu autore di opere storiche, le più importanti delle quali furono Istoria pentru începutul românilor în Dachia (Storia sul cominciamento dei rumeni in Dacia, 1812), in cui difese l'autoctonia dei Rumeni nell'antica Dacia traianea, e Istoria besericei românilor atît a cestor dincoace, cît și a celor dincolo de Dunăre (Storia della Chiesa dei rumeni tanto di questi al di qua, quanto di quelli al di là del Danubio, 1813), e di trattati di linguistica, quali Disertaţie pentru începutul limbei românești (Dissertazione intorno all'origine della lingua rumena, 1812) e Ortographia romana sive latino-valachica, una cum clavi qua penetralia originationis vocum reserantur del 1819, opera con la quale introdusse le lettere ș per /ʃ/ e ț per /ts/, ancora in uso nell'alfabeto rumeno.
In filologia Maior è il principale autore del cosiddetto Lexiconul de la Buda (Il Dizionario di Buda) il primo dizionario etimologico della lingua rumena, pubblicato postumo nel 1825 a Buda.

## Opere

### Teologiche
- Procanon ce cuprinde în sine cele ce sânt de lipsă spre înțelesul cel deplin și desăvârșit al canoanelor și a toată tocmeala bisericească spre folosul mai de seamă a românilor (Canone che contiene ciò che manca per la piena e vera comprensione dei canoni e tutta l'organizzazione ecclesiastica per il migliore uso da parte dei rumeni), 1783
- Protopapadichia, Cluj-Napoca, 1997
- Protopapadichia, adecă puterea, drepturile sau privileghioanele protopopilor celor românești din Ardeal (Protopopadichia, ovvero il potere, i diritti e i privilegi dei sacerdoti rumeni di Transilvania), 1795)
- Propovedanii la îngropăciunea oamenilor morți (Omelie per la sepoltura dei defunti), Budapest, 1809
- Didahii, adecă învățături pentru creșterea fiilor, la îngropăciunea pruncilor morți (Omelie ovvero precetti per l'educazione dei figli alla sepoltura dei neonati morti), Buda, 1809
- Prediche sau învățături la toate duminicile și sărbătorile anului (Prediche o precetti per tutte le domeniche e le feste dell'anno), 3 voll., Buda, 1810
- Istoria Bisericii românilor atât a cestor dincoace, precum și a celor dincolo de Dunăre (La storia della chiesa dei rumeni sia di quelli al di qua che di quelli al di là del Danubio), Budapest, 1813

### Storico-filologiche
- Istoria pentru începutul românilor în Dachia (La storia del cominciamento dei rumeni in Dacia), Buda, 1812
- Rǎspunsul la Cârtirea carea s-au dat asupra persoanei lui Petru Maior, autorul Istoriei ceii pentru începutul românilor în Dachia (Risposta alla Calunnia rivolta alla persona di Petru Maior, autore della Storia del cominciamento dei rumeni in Dacia), Buda, 1814
- Animadversiones in Recensionem Historiae De origine Valachorum în Dacia, Buda, 1815
- Ortographia româna și latino-valachica una cum clavi qua penetralia originationis vocum reserantur, Buda, 1819
- Petru Maior, Scrieri, a cura di Florea Fugariu, prefazione di Maria Protase, Bucurest, 1976 (contiene: Procanonul, Propovedanii, Didahii, Istoria pentru începutul românilor în Dachia, Istoria Bisericii românilor, Disputații, Ortografia română, Dialog)
- Petru Maior, Scrisori și documente inedite, a cura di Nicolae Albu, Bucarest, 1968
- Scripta minora: ars literaria, animadversiones, epistolarium, ultimae, a cura di Ioan Chindriș, Bucarest, 1995

## Riconoscimenti
Gli è dedicata l'Università degli studi "Petru Maior" a Târgu Mureș.